# Grosvenor Square
Grosvenor Square è una piazza con giardino nella ricca zona di Mayfair di Londra. È il centro della proprietà di Mayfair dei Duchi di Westminster e prende il nome dal loro cognome "Grosvenor".

## Storia
Sir Richard Grosvenor ricevette il permesso di sviluppare Grosvenor Square e le strade adiacenti nel 1710, a partire dal 1721. Grosvenor Square è sempre stata uno degli indirizzi residenziali più ambiti di Londra; Numerosi esponenti di spicco della nobiltà vi vissero fino alla seconda guerra mondiale.
I primi edifici avevano generalmente cinque o sette campate, scantinati, tre piani e un attico. C'erano stalle su tutti e quattro i lati della piazza.
Molti degli edifici furono successivamente ricostruiti nel XVIII o XIX secolo, aggiungendo generalmente una storia in più. Il numero 26 fu ricostruito dal 1773 al 1774 da Robert Adam per Edward Stanley, XI conte di Derby, ed è considerato una delle migliori opere di questo architetto e un esempio di come si possa ottenere un grande effetto in un'area limitata. Fu demolito e ricostruito negli anni '60 dell'Ottocento.
Il parco al centro della piazza, originariamente destinato ai residenti locali, era standard per una piazza londinese; oggi il parco pubblico è gestito da The Royal Parks. Quasi tutti gli edifici furono demoliti nel XX secolo e sostituiti da case, hotel e ambasciate in stile neo-georgiano. Tra di esse vi è quella italiana, il cui ingresso posteriore è al civico n. 4: è dal 1931 che lo Stato italiano ne è usufruttuario con contratto bisecolare.

## Presenza americana

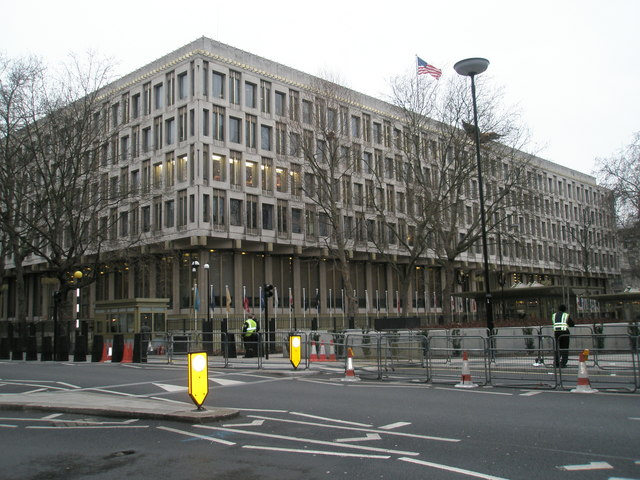
Ambasciata degli Stati Uniti d'America in 24 Grosvenor Square.

Grosvenor Square è stata tradizionalmente il sito della missione americana ufficiale a Londra da quando il presidente John Adams istituì la prima missione americana presso la corte reale britannica nel 1785. Durante la seconda guerra mondiale, Dwight D. Eisenhower stabilì un quartier generale militare a 20 Grosvenor Square, e durante quel periodo Grosvenor Square fu scherzosamente chiamata "Eisenhower Square". La United States Navy continua a utilizzare questo edificio come quartier generale per l'Europa e l'Africa occidentale.
L'ex ambasciata americana a Grosvenor Square dal 1938 al 1960 è stata acquistata dal governo canadese, ribattezzata Macdonald House e ha fatto parte della missione diplomatica canadese a Londra fino al 2014.
Il nuovo edificio per l'ambasciata americana si trova sul lato ovest di Grosvenor Square, un progetto architettonicamente significativo di Eero Saarinen, completato nel 1960. La costruzione è ancora controversa, poiché questa zona di Londra è altrimenti determinata dall'architettura georgiana e neo-georgiana. Una serie di elementi antiterrorismo sono stati installati intorno all'ambasciata dal 2001 e la strada lungo il fronte dell'ambasciata è stata completamente chiusa al traffico. I residenti dell'ambasciata lo considerano insufficiente e accusano il governo e la polizia britannici di esporli al rischio di un attacco. Nel 2006, i residenti dell'iniziativa civica del Grosvenor Square Safety Group pubblicarono annunci sul Washington Post e sul The Times accusando la London Metropolitan Police e il governo della contea di "fallimento morale" se anche le due strade accanto all'ambasciata non fossero state chiuse.
Nel gennaio 2018, l'ambasciata degli Stati Uniti a Londra si è trasferita in un nuovo edificio. Il precedente edificio in Grosvenor Square è stato acquisito da Qatari Diar, la società immobiliare della famiglia reale del Qatar, che sta progettando un hotel di lusso dietro la facciata tutelata.